# Pontiac (automobil)
Pontiac je američki proizvođač automobila i dio koncerna General Motors. 
Tvrtku je General Motors osnovao 1926. godine kao jeftiniju varijantu Oaklanda, a danas se njezini automobili prodaju u SAD-u, Kanadi i Meksiku.

## Aktualni modeli
- G6
- Grand Prix
- GTO
- Solstice
- SV6
- Torrent
- Vibe

## Vanjska poveznica
- Službene internet stranice